# 元素收藏

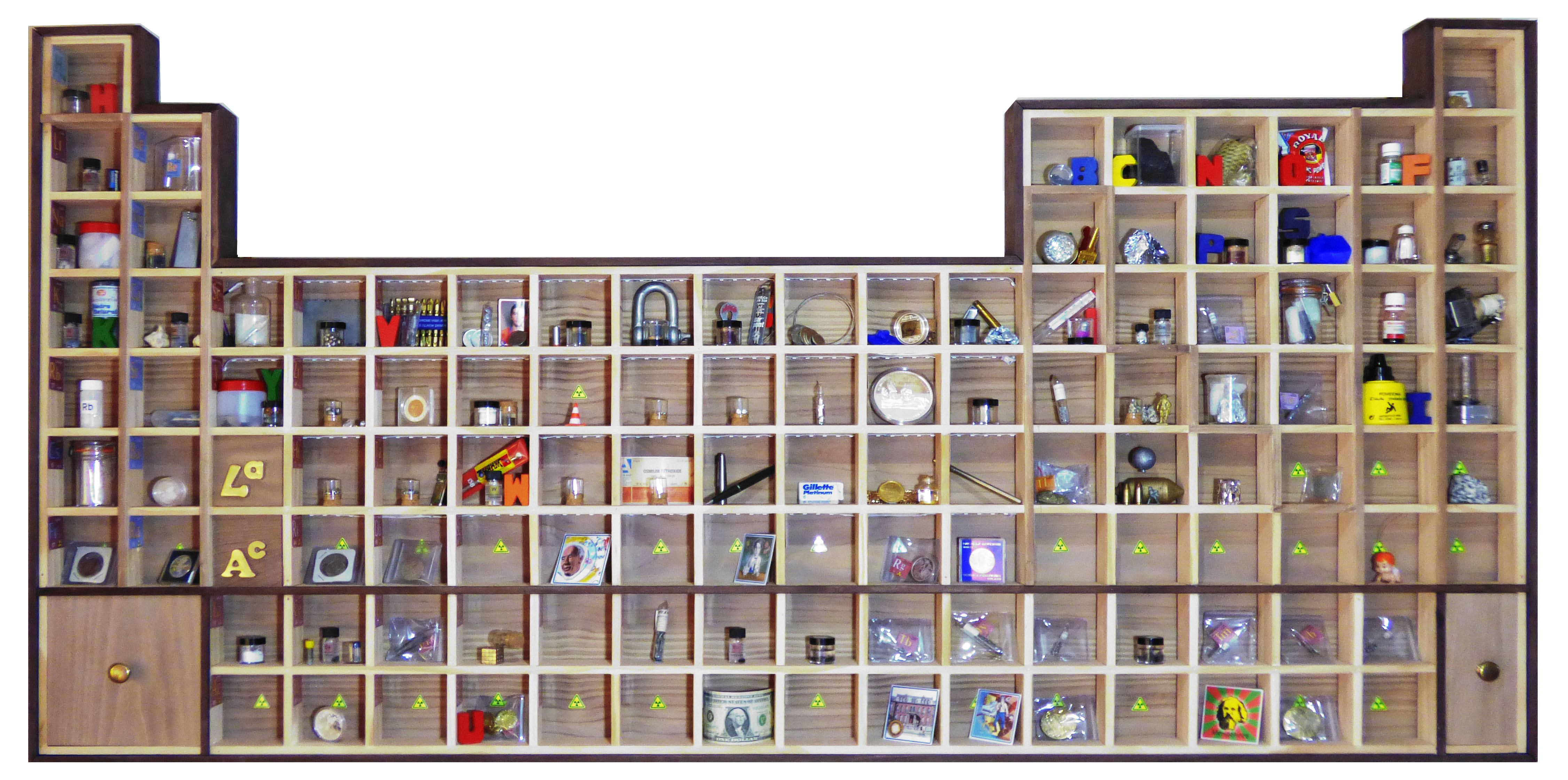
一套完整的周期表元素

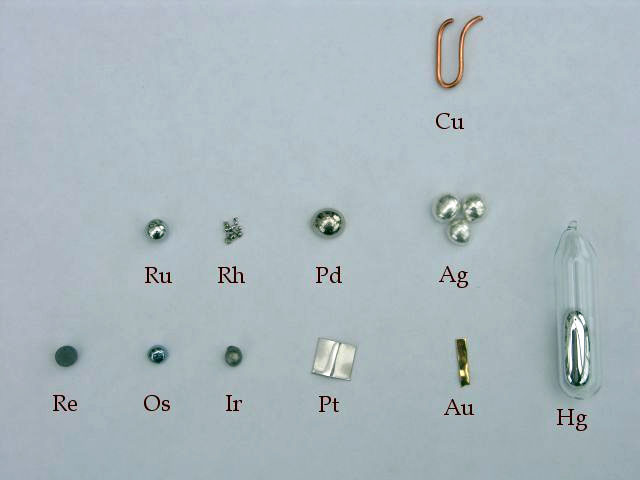
贵金属的分类

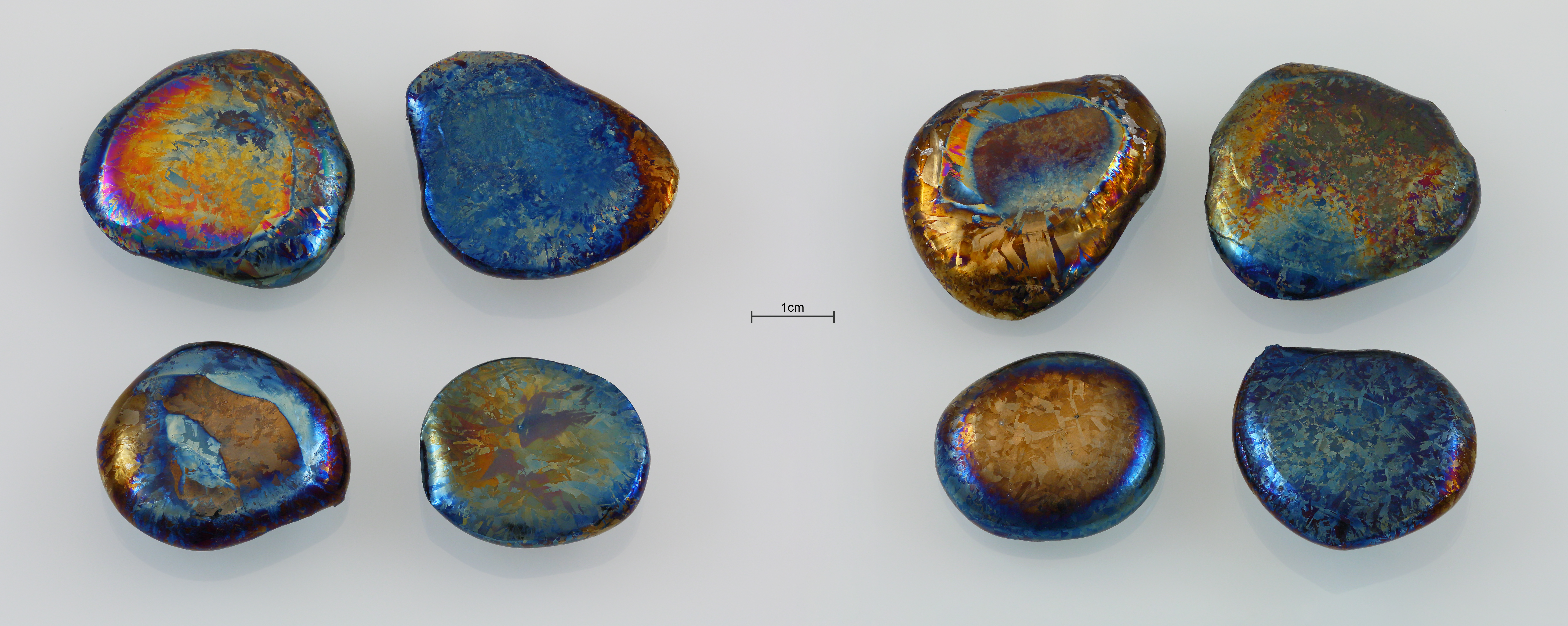
金属铪的收藏品

元素收藏是搜集化学元素的一种爱好。很多元素收藏者仅仅为了找到化学元素奇怪的用途而收藏，另一些人则喜欢研究元素的性质，尤其是对化学的爱好。一些爱好化学的人，如奧利佛·薩克斯，有着出色的元素收藏。近些年，随着像西奥多·格雷一样的元素收藏家出现在媒体上，越来越多的人培养出了这种爱好。

## 获取元素
一些收藏者试着搜集纯度特别高的元素样品，另一些则倾向于在每天能接触到的物品中寻找这些元素。有些人认为元素收藏不应该收藏元素的化合物或者合金，另一些人则认为收藏化合物或者合金也是可以接受的。有的人为了得到元素单质，则在家自制。如氢气，通过电解很容易得到。
除了元素样本外，一些元素收集者还收集与元素相关的物品，例如含有元素的成品、以元素为成分或化合物的岩石和矿物。一些制造商也生产纯元素制成的硬币，纯元素制成密度立方体也可以在购物网站获得。一些商业零售商为了迎合元素收藏这种爱好，出于从西格瑪-歐德利奇之类的大型化学公司难以以个人身份购买或购买起来不经济的元素的方面考虑，他们会出售整套元素收藏品。许多人还通过拍卖网站（例如eBay）出售元素。
元素收藏有着很多挑战：如汞、铊、砷、鈹等有毒而受到管制；钪、铥、镥、铷等商业用途很少而難以獲取、價格相對昂貴；銠、銥、鋨等貴金屬產量稀少，價格高昂；铯和氟太活泼，运输受到限制；镓对铝（飞机的主要材料）有腐蚀性等。或者是有些元素，例如磷和碘等由于用于秘密化学而受到管制，砈、钫、錒等有放射性且半衰期太短，以至于对元素收藏来说不太现实。絕大多數元素收藏者通常只收藏从氢到铅的稳定元素（放射性锝和钷除外），以及寿命极长的放射性铋、钍和铀。有些放射性元素也可以通过其他形式收藏，例如镭（通常以硫酸镭的形式作为古董手表指针上发光涂料的一部分）、镅（以放射性圆盘的形式，含有从旧式电离烟雾探测器中提取的0.29微克镅）、钷（以信號燈中發光塗料的形式）和锝（以放射性藥物或化合物的溶液形式）。